# واکسن کووید-۱۹ فایزر–بیوان‌تک
واکسن کووید-۱۹ فایزر–بیواِن‌تِک (به انگلیسی: Pfizer–BioNTech COVID-19 vaccine) با کد BNT162b2 که بیشتر به‌عنوان واکسن کووید-۱۹ فایزر شناخته می‌شود، یک واکسن mRNA جهت پیشگیری از بیماری کووید-۱۹ است. این واکسن توسط شرکت آلمانی بیوان‌تک توسعه داده شده و توسط شرکت آمریکایی فایزر با نام تجاری Comirnaty تولید و توزیع شده‌است. این واکسن همچنین با همکاری و مشارکت شرکت بیوان‌تک و شرکت چینی داروسازی فوسان، با نام واکسن کووید-۱۹ فوسان–بیوان‌تک نیز تولید می‌شود.
این واکسن به‌صورت دو دوز با فاصله سه هفته و به شکل تزریق عضلانی تجویز می‌شود.
مجوز استفاده از این واکسن برای افراد بالای ۱۲ سال در برخی از کشورها صادر شده‌است. در برخی کشورهای دیگر، مجوز تزریق، تنها برای افراد بالای ۱۶ سال صادر شده‌است.
اثربخشی واکسن فایزر در پیشگیری از کرونا هفت روز پس از تزریق دز دوم معادل ۹۵ درصد اعلام شده‌است. این واکسن، دربردارنده ماده مؤثر توزینامران است. ابرشرکت فایزر پیش‌بینی کرده‌است که در سال ۲۰۲۱، سه میلیارد دوز از این واکسن را تولید کند. اجازه تزریق واکسن فایزر در بیشتر کشورهای جهان داده شده‌است. تا میانه زمستان ۱۳۹۹، یعنی فوریه ۲۰۲۱، حداقل ۴۴ کشور آغاز به واکسینه‌کردن مردم کشورشان با واکسن فایرز کردند. این رقم در پایان مرداد ۱۴۰۰ به حداقل ۱۱۵ کشور در جهان رسید.
آزمایش‌های بالینی در آوریل ۲۰۲۰ آغاز شد؛ در نوامبر ۲۰۲۰، واکسن وارد فاز سوم آزمایش‌های بالینی شد و بیش از ۴۰٬۰۰۰ نفر در آن شرکت کردند. تجزیه و تحلیل موقت داده‌های مطالعه نشان داد که ظرف هفت روز بعد از تزریق دوز دوم، اثر ۹۱٫۳ درصد در پیشگیری از عفونت وجود دارد. شایع‌ترین عوارض جانبی شامل درد خفیف تا متوسط در محل تزریق، خستگی و سردرد است. تاکنون هیچ عارضه طولانی مدت گزارش نشده‌است. نظارت بر نتایج اولیه آزمایش‌ها تا اوت ۲۰۲۱ ادامه دارد، در حالی که نظارت بر نتایج ثانویه تا ماه مه ۲۰۲۳ ادامه خواهد داشت.
این واکسن اولین واکسن کووید ۱۹ است که توسط یک مقام نظارتی سختگیرانه برای استفاده اضطراری مجاز شده‌است. در دسامبر ۲۰۲۰، انگلستان اولین کشوری بود که اجازه استفاده از آن را به صورت اضطراری داد. برخی از کشورها اجازه استفاده از واکسن فایزر را صادر کردند. در ۲۳ اوت ۲۰۲۱، واکسن کووید-۱۹ فایزر–بیوان‌تک اولین واکسن کووید ۱۹ بود که توسط سازمان غذا و دارو آمریکا (FDA) در ایالات متحده برای افراد شانزده ساله و بالاتر تأیید شد.
تا ۳۰ مارس ۲۰۲۱، فایزر و بیوان‌تک قصد داشتند حدود ۲٫۵ میلیارد دوز در سال ۲۰۲۱ تولید کنند. توزیع و ذخیره‌سازی یک چالش لجستیکی است زیرا واکسن باید در دمای بسیار پایین ذخیره شود. فایزر و بیوان‌تک در حال آزمایش نسخه خشک شده‌ای هستند که نیازی به ذخیره‌سازی فوق سرد ندارد.

## مصارف پزشکی و اثربخشی
واکسن کووید-۱۹ فایزر–بیوان‌تک برای محافظت در برابر کووید ۱۹ ناشی از عفونت کروناویروس سندرم حاد تنفسی ۲، با ایجاد پاسخ ایمنی به آنتی‌ژن S استفاده می‌شود. این واکسن برای کاهش عوارض و مرگ و میر ناشی از کووید ۱۹ استفاده می‌شود.
واکسن در یک ویال چند دوز به صورت «یک سوسپانسیون کاملاً سفید، استریل‌شده، فاقد مواد نگهدارنده و منجمدشده جهت تزریق عضلانی» عرضه می‌شود. قبل از تزریق باید در دمای اتاق گرم شده (از حالت یخ زدگی خارج شود) و با سرم نرمال سالین رقیق شود.
دوره اولیه شامل دو دوز است. سازمان بهداشت جهانی (WHO) فاصله دو دوز را سه تا چهار هفته توصیه می‌کند. به تعویق انداختن دوز دوم تا دوازده هفته ایمنی‌زایی را حتی در افراد مسن، در برابر انواع سویه‌های نگران کننده افزایش می‌دهد. نویسندگان گروه مطالعاتی Pitch فکر می‌کنند که فاصله مطلوب در برابر سویه دلتای حدود هشت هفته است که اگر دریافت دوز دوم طولانی‌تر شود، ممکن است گیرنده‌های ژن آسیب‌پذیر شوند. برای اجتناب از مرگ و میر در اثر کرونا در مواردی که منابع واکسن محدود است، WHO توصیه می‌کند دوز دوم تا دوازده هفته به تعویق انداخته شود تا دوز اول برای گروه‌های با اولویت بالا پوشش داده شود.
هیچ شواهدی مبنی بر نیاز به دوز تقویتی سوم جهت جلوگیری از بیماری شدید در بزرگسالان سالم وجود ندارد. دوز سوم را می‌توان پس از ۲۸ روز برای افراد دارای نقص ایمنی در برخی از کشورها تزریق کرد.

### اثربخشی
یک مطالعه موردشاهدی که در ماه مه ۲۰۲۱ در مجله ژورنال پزشکی نیوانگلند منتشر شد، نشان داد که واکسن فایزر–بیوان‌تک در بین دریافت کنندگان واکسن در قطر ۸۹٫۵ درصد اثربخشی در برابر موارد ثبت شده از نوع سویه آلفا و ۷۵ اثربخشی در برابر نوع سویه بتا دارد. همان مطالعه گزارش داد که اثربخشی واکسن در برابر بیماری‌های شدید، بحرانی یا کشنده در برابر انواع کروناویروس سندرم حاد تنفسی ۲، ۹۷٫۴ درصد است.
یک مطالعه موردشاهدی که در اوت ۲۰۲۱ منتشر شد، نشان داد که دو دوز واکسن فایزر، ۹۳٫۷٪ اثربخشی در برابر بیماری‌های ناشی از نوع آلفا و ۸۸٫۰٪ اثربخشی در برابر بیماری‌های ناشی از نوع دلتا داشتند. نکته قابل توجه، اثربخشی یک دوز واکسن فایزر ۴۸٫۷ درصد در برابر نوع آلفا و ۳۰٫۷ درصد در برابر نوع بتا بود.
در ۲۷ اوت، مرکز کنترل و پیشگیری بیماری آمریکا مطالعه ای را منتشر کرد که گزارش می‌داد زمانی که نوع دلتا در ایالات متحده گسترش یافت اثربخشی در برابر عفونت از ۹۱% (۸۱–۹۶%) تا ۶۶% (۲۶–۸۴%) کاهش یافت، که ممکن است به دلیل اختلاط اندازه‌گیری نشده مربوط به کاهش اثر واکسن در طول زمان باشد.
رتبه‌بندی اثربخشی زیر نشان دهنده اثر بالینی دو هفته پس از دوز دوم است. هنگامی واکسن مؤثر تلقی می‌شود که حداقل بیش تر از ۵۰ تا ۳۰ تخمینی درصد اثربخشی داشته باشد. به‌طور کلی انتظار می‌رود که اثربخشی به تدریج در طول زمان کاهش یابد.
| دوزها | شدت بیماری  | سویه آلفا    | سویه بتا       | سویه گاما       | سویه دلتا    | دیگر گزارش‌ها  |
| ----- | ----------- | ------------ | -------------- | --------------- | ------------ | ------------- |
| ۱     | حامل        | ۳۸% (۲۹–۴۵%) | ۱۷% (۱۰–۲۳%)   | گزارش نشده      | ۳۰% (۱۷–۴۱%) | ۶۰% (۵۳–۶۶%)  |
| ۱     | علائم       | ۲۷% (۱۳–۳۹%) | ۴۳% (۲۲–۵۹%)   | ۴۳% (۲۲–۵۹%)    | ۳۳% (۱۵–۴۷%) | ۶۶% (۵۷–۷۳%)  |
| ۱     | بستری بیمار | ۸۳% (۶۲–۹۳%) | ۰% (۰–۱۹%)     | ۵۶% (−۹ تا ۸۲%) | ۹۴% (۴۶–۹۹%) | ۷۸% (۶۱–۹۱%)  |
| ۲     | حامل        | ۹۲% (۹۰–۹۳%) | ۷۵% (۷۱–۷۹%)   | گزارش نشده      | ۷۹% (۷۵–۸۲%) | ۹۲% (۸۸–۹۵%)  |
| ۲     | علائم       | ۹۲% (۸۸–۹۴%) | ۸۸% (۶۱–۹۶%)   | ۸۸% (۶۱–۹۶%)    | ۸۳% (۷۸–۸۷%) | ۹۴% (۸۷–۹۸%)  |
| ۲     | بستری بیمار | ۹۵% (۷۸–۹۹%) | ۱۰۰% (۷۴–۱۰۰%) | ۱۰۰%            | ۹۶% (۸۶–۹۹%) | ۸۷% (۵۵–۱۰۰%) |

1. ↑  مطالعه نظارتی از ۲۰ دسامبر ۲۰۲۰ تا ۱ فوریه ۲۰۲۱ در اسرائیل.[۸۴] در این دوره نوع غالب شده در اسرائیل سویه بتا و نوع آلفا در حال گسترش بود.
2. 1 2 3 4  داده‌های اولیه اثربخشی در برابر بستری شدن توسط سازمان بهداشت عمومی انگلستان ذکر شده‌است.[۸۷][۸۸]
3. ↑  بازه اطمینان ارائه نشده بنابراین نمی‌توان از صحت این اندازه‌گیری مطلع شد.

### جمعیت‌های خاص
بر اساس نتایج یک مطالعه اولیه، مرکز کنترل و پیشگیری بیماری ایالات متحده (CDC) توصیه می‌کند که زنان باردار با واکسن کووید ۱۹ واکسینه شوند.
در بیانیه آژانس تنظیم کننده محصولات دارویی و بهداشتی بریتانیا (MHRA) و کمیسیون داروهای انسانی (CHM) گزارش شده که این دو سازمان به این نتیجه رسیده‌اند که واکسن فایزر در کودکان ۱۲ تا ۱۵ سال بی خطر و مؤثر است.
در ۱۹ مه ۲۰۲۱، کارشناسان آژانس دارویی نروژ به این نتیجه رسیدند که واکسن فایزر–بیواِن‌تِک عامل احتمالی مرگ ۱۰ نفر از بیماران مسن ضعیف در خانه‌های سالمندان در نروژ است. آنها گفتند افرادی که امید به زندگی بسیار کوتاهی دارند از واکسیناسیون سود چندانی نخواهند برد و در واقع در معرض واکنش‌های نامطلوب جانبی واکسن در روزهای آخر زندگی قرار گرفتند.
گزارش سال ۲۰۲۱ توسط دولت نیو ساوت ولز (NSW Health) در استرالیا نشان داد که واکسن فایزر–بیواِن‌تِک برای افرادی که از اشکال مختلف کمبود ایمنی یا سرکوب سیستم ایمنی رنج می‌برند بی خطر است، اگرچه در این گزارش آورده شده که داده‌های مربوط به گروه‌های مذکور محدود است. این گزارش نشان می‌دهد که سازمان بهداشت جهانی توصیه می‌کند که در میان سه واکسن کووید ۱۹ (فایزر در کنار واکسن مدرنا و آسترازنکا) تزریق آن به اتفاق نظر متخصصان واکسیناسیون توصیه می‌شود. این گزارش بیان می‌کند که واکسن‌ها قادر به ایجاد پاسخ ایمنی در این افراد هستند اگرچه خاطرنشان می‌کند که این پاسخ ضعیف تر از آنهایی است که نقص ایمنی ندارند. این گزارش توصیه می‌کند که گروه‌های خاصی از بیماران، مانند کسانی که از سرطان، بیماری‌های التهابی روده و بیماری‌های کبدی رنج می‌برند، در برنامه واکسیناسیون نسبت به سایر بیماران که از این شرایط رنج نمی‌برند، در اولویت قرار گیرند.

## عوارض جانبی
در آزمایش‌های گسترده فاز سوم واکسن، هیچ یافته ایمنی جدی گزارش نشد و وقوع عوارض جانبی جدی کم بود. با این حال ممکن است نتایج عوارض جانبی به دلایلی مانند حجم محدود نمونه، مدت زمان محدود و شرکت کنندگان کم در آزمایش فاز سوم مشخص نشود. علاوه بر این، تجربه کمی در مورد سازوکارهای واکسن mRNA وجود دارد.
مشخصات عوارض جانبی واکسن واکسن کووید-۱۹ فایزر–بیواِن‌تِک مشابه سایر واکسن‌های بزرگسال است. در طول آزمایش‌ها بالینی، عوارض جانبی که بسیار شایع بودند عبارتند از (به ترتیب فراوانی): درد و تورم در محل تزریق، خستگی، سردرد، دردهای عضلانی، لرز، درد مفاصل و تب. تب بعد از دوز دوم شایع تر است.
حساسیت بیش از حد به پلی اتیلن گلیکول (PEG) (که حساسیت بسیار نادری است) به عنوان منع مصرف واکسن فایزر ذکر شده‌است. تقریباً در یازده مورد در هر میلیون دوز واکسن، واکنش آلرژیک شدید (آنافیلاکسی) مشاهده شده‌است. بر اساس گزارش مرکز کنترل و پیشگیری بیماری ایالات متحده آمریکا، ۷۱ درصد از واکنش‌های آلرژیک در ۱۵ دقیقه پس از واکسیناسیون و بیشتر (۸۱ درصد) در میان افرادی که سابقه حساسیت یا واکنش‌های آلرژیک داشتند، رخ داده‌است. آژانس تنظیم کننده محصولات دارویی و بهداشتی بریتانیا (MHRA) در ۹ دسامبر ۲۰۲۰ توصیه کرد افرادی که سابقه واکنش آلرژیک «قابل توجه ای» دارند، واکسن فایزر را دریافت نکنند.
آژانس دارویی اروپا (EMA) به‌طور مرتب اطلاعات ایمنی واکسن را بررسی می‌کند. این آژانس در گزارشی که در ۴ مارس ۲۰۲۱ منتشر کرد به این نتیجه رسید که «مزایای واکسن فایزر در پیشگیری از کووید ۱۹ همچنان بیشتر از معایب آن است و هیچ تغییری مبنی بر توصیه به تزریق این واکسن وجود ندارد.» آزانس دارویی اروپا بثورات پوستی و خارش (خارش پوست) را به عنوان عوارض جانبی نادر (در کمتر از ۱ نفر در ۱۰۰ نفر) و کهیر (جوش پوستی قرمز و خارش دار) و آنژیوادم (تورم سریع زیر پوست) را به عنوان عوارض جانبی نادر اضافه کرد. تا آوریل ۲۰۲۱ عوارض جانبی (در کمتر از ۱ نفر در ۱۰۰۰ نفر) رخ می‌دهد.
به گفته وزارت بهداشت اسرائیل، رابطه احتمالی بین دوز دوم و میوکاردیت (التهاب عضلات قلب) در گروه کوچکی از مردان ۱۶ تا ۳۰ ساله وجود دارد. بین دسامبر ۲۰۲۰ تا مه ۲۰۲۱، ۵۵ مورد میوکاردیت به ازای هر یک میلیون نفر واکسینه شده وجود داشت که ۹۵ درصد از آنها به عنوان مورد خفیف طبقه‌بندی شد. در آوریل ۲۰۲۱، افزایش موارد میوکاردیت و پریکاردیت در ایالات متحده در حدود ۱۳ نفر در هر ۱ میلیون جوان، بیشتر مردان و بالای ۱۶ سال، پس از واکسیناسیون با واکسن فایزر یا واکسن مدرنا گزارش شده‌است. اکثر افراد مبتلا با درمان و استراحت کافی به سرعت بهبود می‌یابند.

## داروشناسی
فناوری بیوان‌تک برای واکسن فایزر مبتنی بر استفاده از mRNA اصلاح شده با نوکلئوزید (modRNA) است که شکل جهش یافته پروتئین اسپایک کروناویروس را در سطح کروناویروس سندرم حاد تنفسی ۲ را پیدا می‌کند. که در نتیجه باعث ایجاد پاسخ ایمنی در برابر عفونت توسط پروتئین ویروس می‌شود. توالی mRNA واکسن فایزر شامل ۴٬۲۸۴ نوکلئوتید است.

## تولید
در مارس سال ۲۰۲۰، ابرشرکت فایزر یک طرح ۵ ماده‌ای را شروع کرد. در این طرح، فایزر از همه اعضای اکوسیستم نوآوری، از شرکت‌های بزرگ دارویی گرفته تا کوچک‌ترین شرکت‌های زیست‌فناوری، سازمان‌های دولتی و حتی مؤسسات دانشگاهی درخواست کرد تا با هم همکاری کرده تا بتوانند به مقابله با بحران کرونا بپردازند.
این ۵ گام عبارتند از:
1. به‌اشتراک‌گذاری ابزار و دانش‌های شرکت فایزر
2. گردهم‌آوری متخصصان در شرکت فایزر
3. به‌کارگیری تخصص فایزر در مراحل تولید دارو
4. ارائه توانمندی‌های ساخت و تولید در شرکت فایزر
5. بهبود واکنش‌های سریع در آینده

در همین جهت، فایزر با همکاری BioNTech، کارآزمایی بالینی برای یک واکسن بالقوه از گونه mRNA برای جلوگیری از شیوع کووید ۱۹ را به سرانجام رساندند. این دو شرکت از سال ۲۰۱۸ همکاری خود را جهت تولید واکسن برای آنفلوانزا آغاز کرده بودند. این دو با شیوع بیماری کرونا، پژوهش‌های خود را به سمت این بیماری جهت‌دهی کردند.

## تأییدیه
دولت انگلستان، نخستین دولتی بود که واکسن کرونا شرکت فایزر و بایونتک را تأیید کرد.
پس از آن کانادا، آمریکا و اتحادیه اروپا نیز این واکسن را نیز تأیید کرده و تزریق آن را آغاز کردند.

## فرمولاسیون
علاوه‌بر مولکول mRNA، این واکسن شامل مواد غیرمؤثره (ماده جانبی) زیر نیز می‌باشد:
- ای‌ال‌سی-۰۳۱۵ = ((4-hydroxybutyl)azanediyl)bis(hexane-6,1-diyl)bis(2-hexyldecanoate)
- ای‌ال‌سی-۰۱۵۹ = 2-[(polyethylene glycol)-2000]-N,N-ditetradecylacetamide
- دی‌استئارویل‌فسفاتیدیل‌کولین (DSPC)
- کلسترول
- دی‌سدیم فسفات
- مونوپتاسیم فسفات
- پتاسیم کلرید
- سدیم کلرید
- ساکارز
- آب قابل تزریق